# 13-as metró (Párizs)
A párizsi 13-as metró, Párizs tizenharmadik metróvonala, melynek első szakaszát 1911. február 26-án adták át.	2017-ben 131,4 millióan utaztak a vonalon, ezzel az 5. legforgalmasabb metróvonal Párizsban. Jelenleg a 24,3 km hosszúságú vonal 32 állomást kapcsol össze, beleértve a végállomásokat is Saint-Denis – Université és Châtillon – Montrouge állomások között.

## Képgaléria

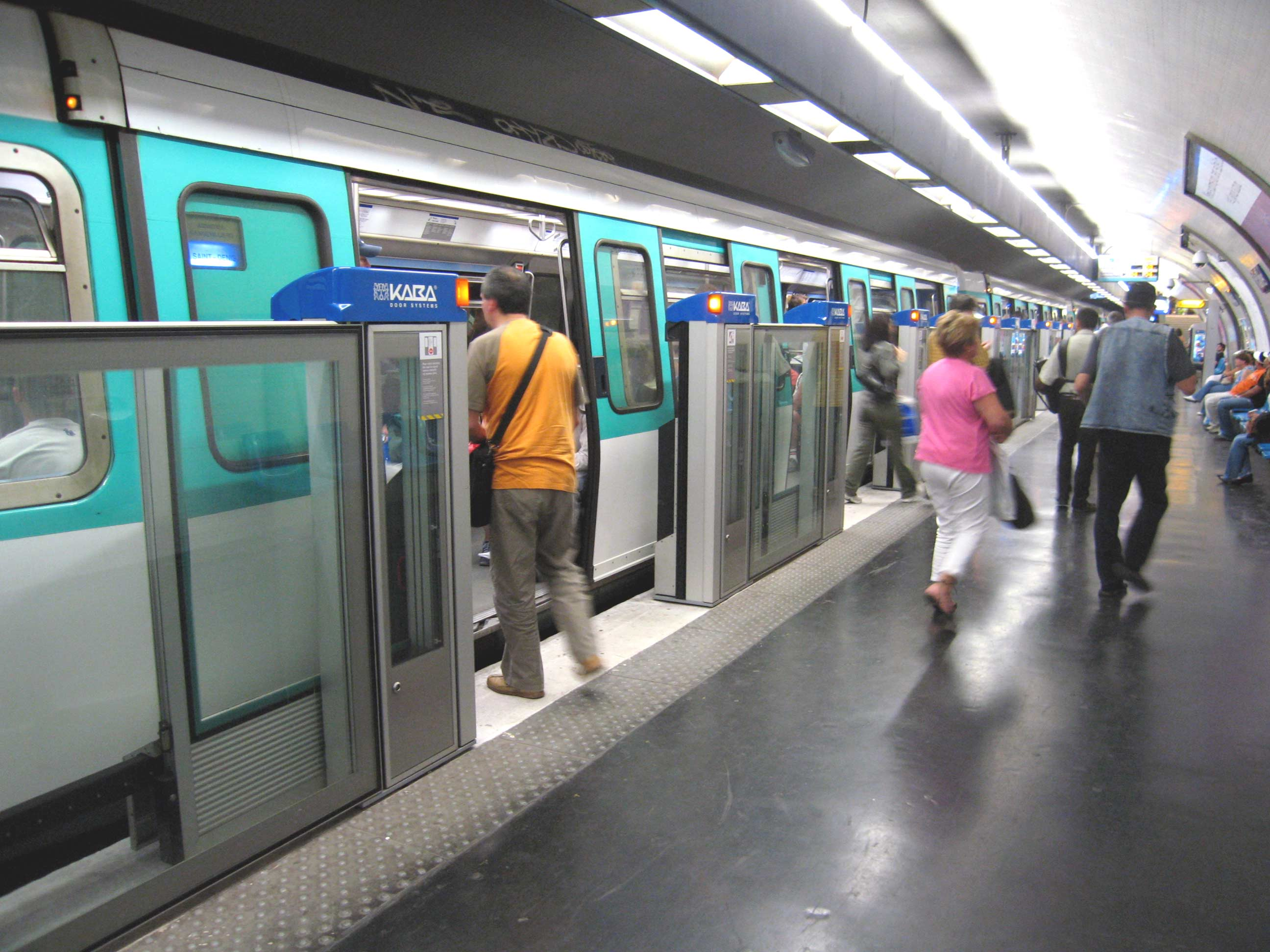
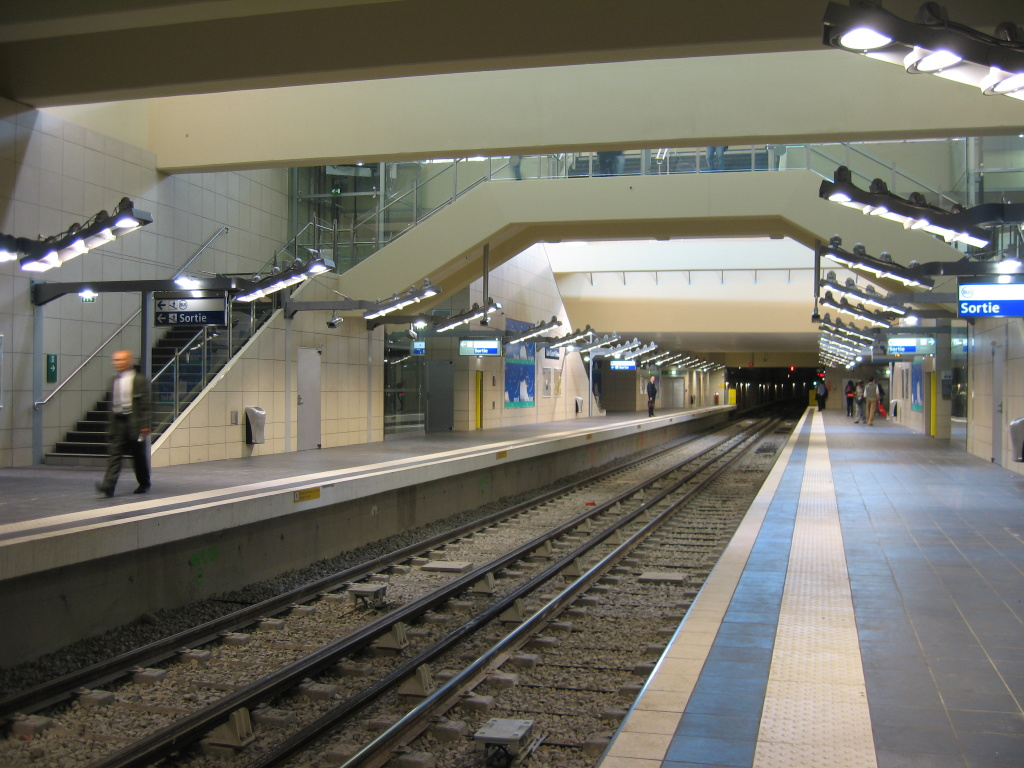
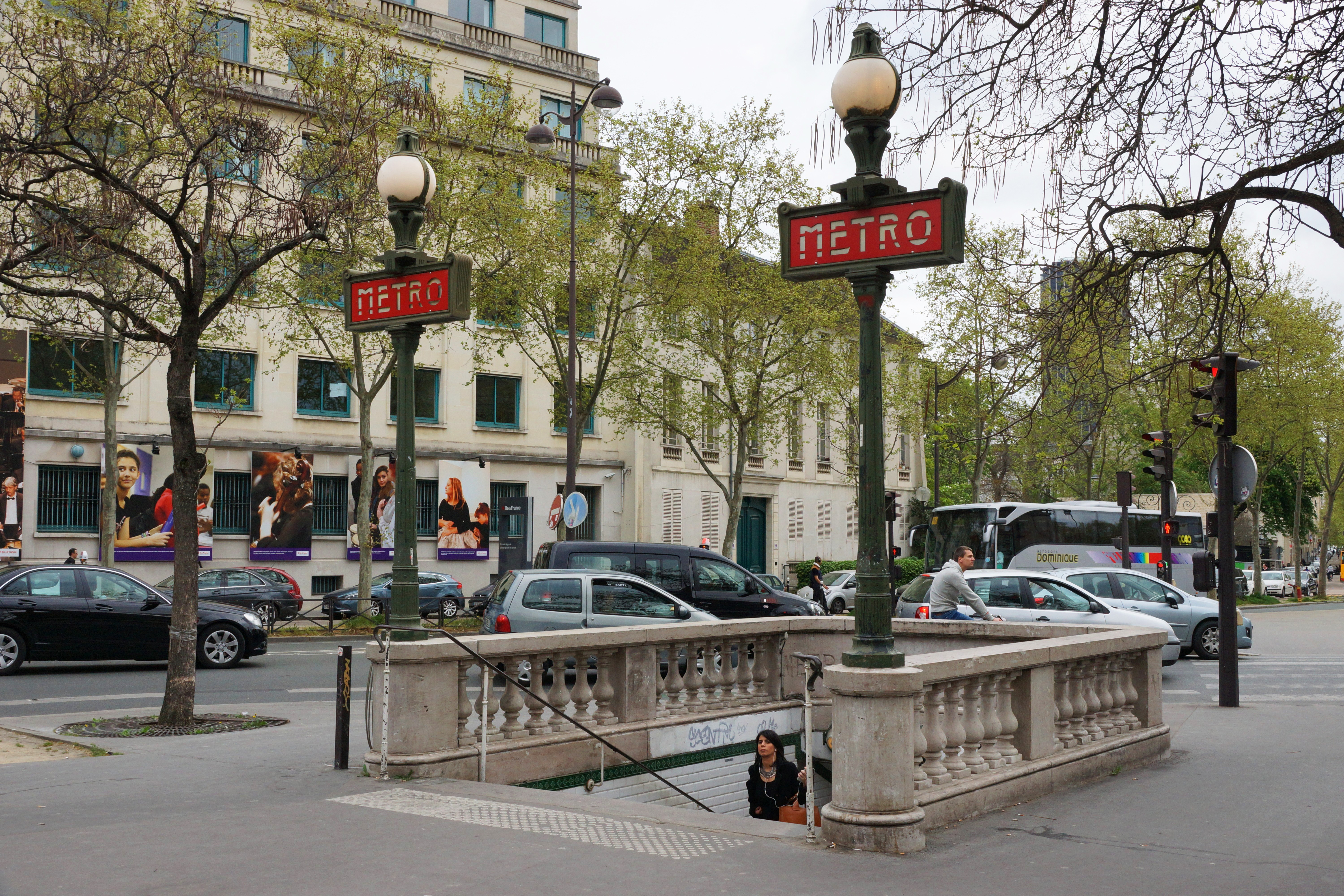
A Saint-François-Xavier metróállomás bejárata
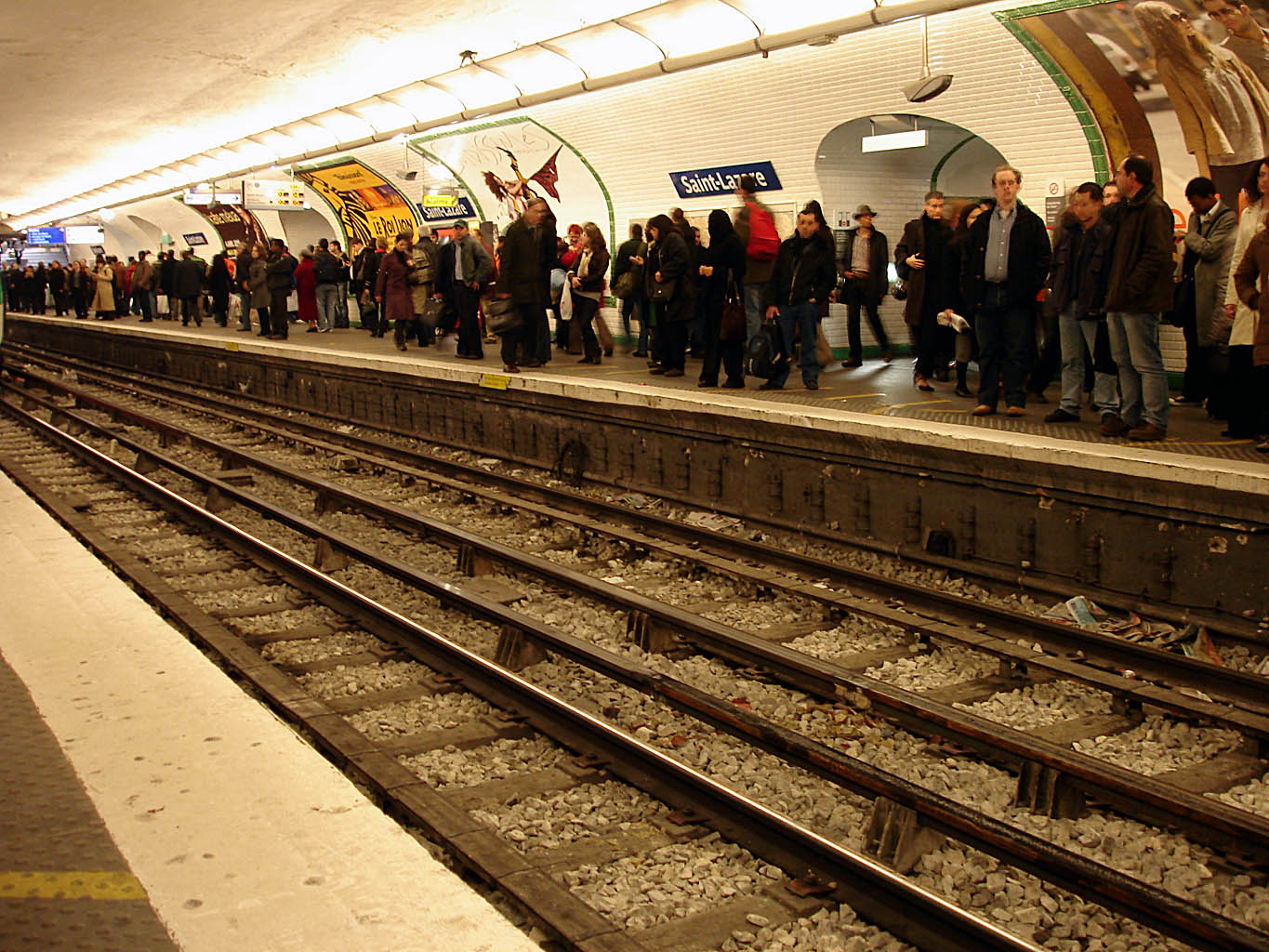
Csúcsidő a 13-as metróvonalon